# Monoossigenasi contenente flavina
La monoossigenasi contenente flavina è un enzima appartenente alla classe delle ossidoreduttasi, che catalizza la seguente reazione:
N,N-dimetilanilina + NADPH + H+ + O2 ⇄ N,N-dimetilanilina N-ossido + NADP+ + H2O
L'enzima è una flavoproteina che presenta un ampio spettro di specificità. Agisce infatti su substrati diversissimi come idrazine, fosfine, composti contenenti boro, solfuri, composti del selenio, dello iodio ed ammine primarie, secondarie e terziarie. 
L'enzima è differente dalle altre monoossigenasi perché forma un intermedio idroperossido flavinico relativamente stabile. Questo enzima microsomiale converte generalmente composti chimici contenenti regioni nucleofile in sostanze innocue, pronte per essere escrete. Ad esempio, la N-ossigenazione è ampiamente responsabile della detossificazione della neurotossina dopaminergica 1-metile-4-fenile-1,2,3,6-tetraidropiridina (MPTP).
Individui con una carenza genetica di questo enzima possiedono la sindrome "dell'odore di pesce": il mancato metabolismo della trimetilamina, dal caratteristico odore, ne causa una sua escrezione in urine, sudore e aria espirata.